# Processamento da linguagem no cérebro

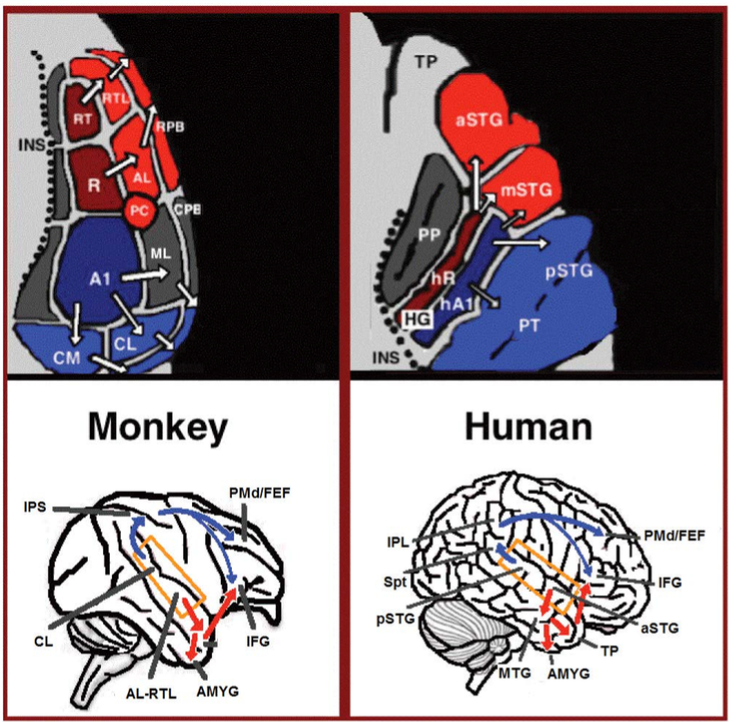
Conectividade de fluxo duplo entre o córtex auditivo e o lobo frontal de macacos e humanos.
Em cima: o córtex auditivo do macaco (à esquerda) e do humano (à direita) está esquematicamente representado no plano supratemporal e observado de cima (com os opérculos parieto-frontais removidos).
Embaixo: o cérebro do macaco (à esquerda) e do humano (à direita) está esquematicamente representado e exibido de lado. Molduras laranja assinalam a região do córtex auditivo, que é exibida nas subfiguras superiores.
Em cima e embaixo: regiões em azul marcam áreas afiliadas ao fluxo auditivo dorsal (ADS), e regiões em vermelho marcam áreas afiliadas ao fluxo auditivo ventral (AVS) (regiões vermelho-escuro e azul-escuro correspondem aos campos auditivos primários).
Material copiado desta fonte, disponível sob a Creative Commons Atribuição 4.0 Internacional.

Em Psicolinguística, processamento de linguagem refere-se à maneira como os seres humanos usam palavras para comunicar ideias e sentimentos, e como tais comunicações são processadas e compreendidas (processados). O processamento de linguagem é considerado uma habilidade exclusivamente humana, não produzida com o mesmo entendimento gramatical ou sistematicidade mesmo nos parentes primatas mais próximos dos humanos.
Ao longo do século XX, o modelo dominante para o processamento de linguagem no cérebro foi o modelo Geschwind–Lichteim–Wernicke, baseado principalmente na análise de pacientes com lesão cerebral. No entanto, devido a avanços em gravações intra-corticais eletrofisiológicas em cérebros de macacos e humanos, bem como em técnicas não invasivas como fMRI, PET, MEG e EEG, revelou-se uma via auditiva dupla e desenvolveu-se um modelo de dois fluxos. De acordo com esse modelo, há duas vias que conectam o córtex auditivo ao lobo frontal, cada qual responsável por diferentes funções linguísticas. A via do fluxo ventral auditivo é responsável pelo reconhecimento de sons, sendo conhecida como via auditiva do “o quê”. O fluxo dorsal auditivo tanto em humanos quanto em primatas não humanos é responsável pela localização de sons, sendo chamado de via auditiva do “onde”. Nos humanos, essa via (especialmente no hemisfério esquerdo) também é responsável pela produção da fala, repetição de fala, leitura labial e pela memória de trabalho fonológica e memória de longo prazo fonológica. De acordo com o modelo “do onde para o quê” da evolução da linguagem, o motivo pelo qual o ADS apresenta uma gama tão ampla de funções é que cada uma delas indica um estágio diferente na evolução da linguagem.
A divisão dos dois fluxos ocorre inicialmente no nervo auditivo, onde o ramo anterior entra no núcleo coclear anterior do tronco encefálico, dando origem ao fluxo ventral auditivo. O ramo posterior entra no núcleo coclear dorsal e posteroventral, dando origem ao fluxo dorsal auditivo.:8
O processamento de linguagem também pode ocorrer em línguas de sinais ou em conteúdo escrito.

## Modelos iniciais de neurolinguística

Áreas de linguagem do cérebro humano. O giro angular está em laranja, o giro supramarginal em amarelo, a área de Broca em azul, a área de Wernicke em verde e o córtex auditivo primário em rosa.

Ao longo do século XX, o conhecimento sobre o processamento de linguagem no cérebro foi dominado pelo modelo Wernicke–Lichteim–Geschwind. Esse modelo baseia-se em pesquisas com indivíduos com lesão cerebral que apresentavam diversos distúrbios relacionados à linguagem. De acordo com ele, as palavras são percebidas por um centro especializado de recepção de palavras (Área de Wernicke) localizado na junção temporoparietal esquerda. Essa região projeta-se para um centro de produção de palavras (Área de Broca) localizado no giro frontal inferior esquerdo. Como quase toda a entrada de linguagem era pensada como passando pela área de Wernicke e toda a saída pela área de Broca, tornou-se extremamente difícil definir as propriedades básicas de cada região. Essa falta de definição clara da contribuição das áreas de Wernicke e Broca para a linguagem humana dificultou a identificação de seus homólogos em outros primatas. Com o advento da fMRI e sua aplicação em mapeamentos de lesões, foi demonstrado que esse modelo se baseava em correlações incorretas entre sintomas e lesões. A refutação de tal modelo influente e dominante abriu caminho para novos modelos de processamento de linguagem no cérebro.

## Modelos atuais de neurolinguística

### Anatomia
Nas últimas duas décadas, ocorreram avanços significativos na compreensão do processamento neural de sons em primatas. Inicialmente por meio de registros de atividade neural no córtex auditivo de macacos e posteriormente elucidados por meio de colorações histológicas e estudos de fMRI, foram identificados três campos auditivos no córtex auditivo primário e nove campos auditivos associativos que o cercam (Figura 1, canto superior esquerdo). Estudos de marcação anatômica e lesões indicaram uma separação entre campos auditivos anteriores e posteriores: campos auditivos primários anteriores (áreas R-RT) projetam-se para campos auditivos associativos anteriores (áreas AL-RTL), enquanto o campo auditivo primário posterior (área A1) projeta-se para campos auditivos associativos posteriores (áreas CL-CM). Evidências recentes indicam homologia entre os campos auditivos de humanos e macacos. Em humanos, colorações histológicas revelaram dois campos auditivos distintos na região primária do giro de Heschl, e m mapeamentos tonotópicos de alta resolução por fMRI comparou-se a organização tonotópica humana à do macaco, estabelecendo correspondência entre o campo primário anterior humano (hR) e a área R do macaco, e entre o campo primário posterior humano (hA1) e a área A1 do macaco. Registros intra-corticais no córtex auditivo humano mostraram padrões de conectividade semelhantes aos do macaco: área anterior do giro de Heschl (hR) projeta-se principalmente para a porção médio-anterior do giro temporal superior (mSTG–aSTG), e a área posterior de Heschl (hA1) projeta-se para a porção posterior do giro temporal superior (pSTG) e para o planum temporale (área PT; Figura 1, canto superior direito). Em concordância, estudo de fMRI com paciente portador de agnosia auditiva apontou redução de ativação bilateral em hR e aSTG, com ativação preservada em mSTG–pSTG.
A jusante do córtex auditivo, estudos de marcação anatômica em macacos delinearam projeções dos campos auditivos associativos anteriores (áreas AL–RTL) para córtices pré-frontais ventrais e premotores no giro frontal inferior (IFG) e a amígdala. Estudos de gravação cortical e de imagem funcional em macacos também mostraram que a informação acústica flui do córtex auditivo anterior para o polo temporal (TP) e então para o IFG. Essa via é conhecida como fluxo ventral auditivo (AVS; Figura 1, setas vermelhas inferiores, canto esquerdo). Em contraste, estudos de marcação mostraram que campos auditivos posteriores (áreas CL–CM) projetam-se principalmente para córtices pré-frontais dorsolaterais e premotores, com algumas projeções terminando no IFG. Gravações corticais e estudos de marcação anatômica em macacos mostraram que esse fluxo segue dos campos auditivos posteriores até o lobo frontal por uma estação de retransmissão no sulco intraparietal (IPS). Essa via é chamada de fluxo dorsal auditivo (ADS; Figura 1, setas azuis inferiores, canto esquerdo). Comparações das vias de substância branca envolvidas na comunicação em humanos e macacos por meio de imagiologia por difusão indicam conexões semelhantes para AVS e ADS em ambas as espécies (Macaco, Humano). Em humanos, mostrou-se que pSTG projeta-se para o lobo parietal (junção temporal-parietal-silviana–ILP), e dali para córtices pré-frontais dorsolaterais e premotores (Figura 1, setas azuis inferiores, canto direito), e que aSTG projeta-se para o polo temporal anterior (giro temporal médio–polo temporal) e dali para o IFG (Figura 1, setas vermelhas inferiores, canto direito).

### Fluxo ventral auditivo
O fluxo ventral auditivo (AVS) conecta o Córtex auditivo ao giro temporal médio e ao polo temporal, que por sua vez conectam-se ao giro frontal inferior. Essa via é responsável pelo reconhecimento de sons, sendo chamada de via auditiva do “quê”. As funções do AVS incluem:

#### Reconhecimento de sons
Evidências convergentes indicam que o AVS está envolvido no reconhecimento de objetos auditivos. No nível do córtex auditivo primário, gravações em macacos mostraram maior porcentagem de neurônios seletivos para sequências melódicas aprendidas na área R do que em A1, e estudo em humanos mostrou maior seletividade para sílabas ouvidas na Heschl anterior (hR) do que na posterior (hA1). Em campos auditivos associativos, estudos em macacos e humanos relataram que a fronteira entre campos auditivos anteriores e posteriores (Figura 1—área PC em macacos e mSTG em humanos) processa atributos de altura tonal necessários ao reconhecimento de objetos auditivos. Estudos de imagem funcional e gravações intracorticais também mostraram seletividade do aSTG para vocalizações de espécies específicas e vozes individuais em macacos e humanos, e sua participação no reconhecimento de vozes humanas. Estudos de fMRI em humanos correlacionaram atividade no mSTG–aSTG com a separação de objetos auditivos de ruído de fundo e com o reconhecimento de palavras faladas, vozes, melodias, sons ambientais, e sons comunicativos não verbais. Uma meta-análise de estudos de fMRI demonstrou dissociação funcional entre o mSTG (processamento de fonemas) e o aSTG (processamento de unidades maiores, como palavras). Registro intracortical no pSTG e aSTG esquerdos mostrou maior atividade no aSTG quando a paciente ouvia sua língua nativa em comparação com língua estrangeira. A estimulação elétrica do aSTG dessa paciente resultou em prejuízo na percepção da fala, corroborando a especialização lateral do AVS para fala em relação à música. Paciente com agnosia auditiva devido a lesão no tronco encefálico mostrou redução de ativação em hR e aSTG bilateral ao ouvir palavras e sons ambientais. Gravações no córtex auditivo anterior de macacos durante manutenção de sons em memória de trabalho, e efeitos de lesões induzidas nessa região sobre a recordação em memória de trabalho, implicam o AVS na manutenção de objetos auditivos na memória de trabalho. Em humanos, mSTG–aSTG mostrou-se ativo durante ensaio de sílabas ouvidas por MEG e por fMRI. Esse estudo mostrou que a memória de trabalho no AVS é para propriedades acústicas de palavras faladas e é independente da memória de trabalho no ADS, que media a fala interna. Estudos em macacos sugerem que, ao contrário dos humanos, o AVS é a principal loja de memória de trabalho em audição.
Em humanos, a jusante do aSTG, acredita-se que o giro temporal médio e o polo temporal constituam o léxico semântico, repositório de longo prazo de representações áudio-visuais interconectadas por relações semânticas. Estudos de pacientes com lesão nessa região (por exemplo, Demência semântica ou encefalite por herpes simplex) relatam incapacidade de descrever objetos visuais e auditivos e tendência a cometer erros semânticos na nomeação (semiafrasia semântica). Semiafrasias semânticas também foram observadas em pacientes afásicos com lesão no giro temporal médio–polo temporal esquerdo e após estimulação elétrica nessa região ou viações em fibras de substância branca subjacentes. Duas meta-análises da literatura de fMRI também relataram ativação consistente do giro temporal médio anterior e do polo temporal durante análise semântica de fala e texto; e gravações intracorticais correlacionaram disparos neurais no giro temporal médio com a compreensão de sentenças inteligíveis.

#### Compreensão de sentenças
Além de extrair significado de sons, a região MTG-TP do VSA parece ter um papel na compreensão de sentenças, possivelmente ao fundir conceitos (por exemplo, fundindo os conceitos “azul” e “camisa” para criar o conceito de “camisa azul”). O papel do MTG na extração de significado de sentenças foi demonstrado em estudos de imageamento funcional que relatam maior ativação no MTG anterior quando sentenças gramaticais são contrastadas com listas de palavras, sentenças em idioma estrangeiro ou sem sentido, sentenças embaralhadas, sentenças com violações semânticas ou sintáticas e sequências semelhantes a sentenças de sons ambientais.
Um estudo de ressonância magnética funcional em que os participantes foram instruídos a ler uma história correlacionou atividade no MTG anterior com a quantidade de conteúdo semântico e sintático de cada sentença. Um estudo de EEG que contrastou atividade cortical durante a leitura de sentenças com e sem violações sintáticas em participantes saudáveis e pacientes com danos no MTG-TP concluiu que o MTG-TP em ambos os hemisférios participa da fase automática (baseada em regras) da análise sintática (componente ELAN) e que o MTG-TP esquerdo também está envolvido em uma fase controlada posterior da análise sintática (componente P600). Pacientes com danos na região MTG-TP também foram relatados com compreensão de sentenças prejudicada.
Veja revisão para mais informações sobre este tópico.

#### Bilateralidade
Em contradição com o modelo de Wernicke–Lichtheim–Geschwind, que supõe que o reconhecimento de sons ocorre exclusivamente no hemisfério esquerdo, estudos que examinaram as propriedades de cada hemisfério isoladamente por meio de anestesia hemisférica unilateral (procedimento Wada) ou gravações intracorticais de cada hemisfério forneceram evidências de que o reconhecimento de sons é processado bilateralmente. Além disso, um estudo que instruiu pacientes com hemisférios desconectados (pacientes de cérebro dividido) a associar palavras faladas a palavras escritas apresentadas nos hemicampos direito ou esquerdo relatou vocabulário no hemisfério direito quase equivalente em tamanho ao do hemisfério esquerdo. Esse reconhecimento bilateral de sons é consistente com o fato de que lesão unilateral ao córtex auditivo raramente causa déficit de compreensão auditiva (agnosia auditiva), enquanto uma segunda lesão ao hemisfério remanescente pode resultar em déficit significativo anos depois.
Finalmente, como mencionado acima, uma varredura de ressonância magnética funcional de um paciente com agnosia auditiva demonstrou ativação reduzida bilateral nos córtices auditivos anteriores, e estimulação eletrocortical bilateral nessas regiões em ambos os hemisférios resultou em reconhecimento de fala prejudicado.

### Via dorsal auditiva
A via dorsal auditiva conecta o córtex auditivo ao lobo parietal, que por sua vez se conecta ao giro frontal inferior. Em humanos e não-humanos primatas, essa via é responsável pela localização de sons, sendo conhecida como via “onde” auditiva. Em humanos, essa via (especialmente no hemisfério esquerdo) também é responsável pela produção da fala, repetição da fala, leitura labial e pela memória de trabalho e de longo prazo fonológica.

#### Produção da fala
Estudos em humanos demonstraram o papel da VDA na produção da fala, especialmente na expressão vocal dos nomes de objetos. Por exemplo, em uma série de estudos em que fibras subcorticais foram diretamente estimuladas, interferência no giro temporal superior posterior esquerdo (pSTG) e no lobículo parietal inferior resultou em erros na nomeação de objetos, e interferência no giro frontal inferior resultou em parada da fala. Estimulação magnética transcraniana (TMS) no pSTG e no giro frontal inferior de participantes saudáveis também produziu erros de fala e parada da fala, respectivamente. Um estudo relatou ainda que a estimulação elétrica do lobículo parietal inferior esquerdo fez com que pacientes acreditassem ter falado quando não o fizeram, e que a estimulação do giro frontal inferior provocou movimentos inconscientes dos lábios.
A contribuição da VDA à articulação dos nomes de objetos pode depender do recebimento de aferências do léxico semântico do VSA, conforme um estudo de gravação intracortical que relatou ativação no MTG posterior antes da ativação na região Spt-lobículo parietal inferior quando pacientes nomeavam objetos em imagens. Estudos de estimulação elétrica intracortical também relataram que interferência no MTG posterior foi correlacionada com nomeação de objetos prejudicada.
Estudos de lesão em pacientes pós-AVC usando mapeamento sintoma-desconexão multivariado mostraram que escores mais baixos em tarefas de produção de fala estão associados a lesões e anomalias no lobículo parietal inferior esquerdo e no lobo frontal, reforçando o papel da via dorsal na produção da fala.

#### Imitação vocal
Embora a percepção de sons seja atribuída principalmente ao VSA, a VDA associa-se a vários aspectos da percepção da fala. Por exemplo, em uma meta-análise de estudos de ressonância magnética funcional em que a percepção auditiva de fonemas foi contrastada com sons semelhantes, os autores concluíram que a atenção a fonemas correlaciona-se com forte ativação na região pSTG-pSTS. Um estudo de gravação intracortical em que participantes identificaram sílabas correlacionou a audição de cada sílaba com seu padrão de ativação na pSTG.
O envolvimento da VDA na percepção e produção de fala foi esclarecido em estudos de imageamento funcional que compararam percepção de fala com produção de fala overt ou covert.
Esses estudos demonstraram que o pSTS é ativo apenas durante a percepção de fala, enquanto a área Spt é ativa tanto na percepção quanto na produção de fala. Os autores concluíram que o pSTS projeta-se para a área Spt, que converte o input auditivo em movimentos articulatórios.
Resultados semelhantes foram obtidos em um estudo em que lobos temporal e parietal foram estimulados eletricamente, relatando que a estimulação do pSTG interfere na compreensão de sentenças e a do lobículo parietal inferior interfere na vocalização dos nomes de objetos. Os autores também observaram que a estimulação na área Spt e no lobículo parietal inferior induz interferência em tarefas tanto de nomeação de objetos quanto de compreensão de fala. O papel da VDA na repetição de fala é congruente com estudos de imageamento funcional que localizaram ativação em regiões da VDA durante tarefas de repetição de fala.
Um estudo de gravação intracortical que registrou atividade nos lobos temporal, parietal e frontal também relatou ativação em pSTG, Spt, lobículo parietal inferior e giro frontal inferior quando repetição de fala foi contrastada com percepção de fala. Estudos neuropsicológicos identificaram que indivíduos com déficit de repetição de fala, mas compreensão preservada (i.e., afasia de condução), apresentam dano circunscrito à área Spt-IPL
ou dano às projeções que emanam dessa área e se dirigem ao lobo frontal
Estudos também relataram déficit transitório de repetição de fala em pacientes após estimulação elétrica intracortical direta nessa mesma região.
Estudos longitudinais com crianças correlacionaram a aprendizagem de vocabulário em idioma estrangeiro com a capacidade de repetir palavras sem sentido.

#### Monitoramento da fala
Além de repetir e produzir fala, a VDA parece ter um papel no monitoramento da qualidade da fala produzida. Evidências neuroanatômicas sugerem que a VDA dispõe de conexões descendentes do giro frontal inferior para a pSTG que transmitem informações sobre a atividade motora (descargas corolárias) no aparelho vocal (boca, língua, pregas vocais). Esse feedback marca o som percebido durante a produção como autogerado e pode ser usado para ajustar o aparelho vocal para aumentar a semelhança entre o som percebido e o emitido. Evidências dessas conexões descendentes foram apresentadas por um estudo que estimulou eletricamente o giro frontal inferior durante operações cirúrgicas e relatou propagação de ativação para a região pSTG-pSTS-Spt. Um estudo comparou a capacidade de pacientes afásicos com danos no lobo frontal, parietal ou temporal de articular rapidamente sequências de sílabas e constatou que danos no lobo frontal interferiam na articulação de sílabas idênticas ("Bababa") e não idênticas ("Badaga"), enquanto pacientes com danos nos lobos temporal ou parietal eram prejudicados apenas na segunda tarefa, indicando déficit de monitoramento. Demonstrando o papel das conexões descendentes da VDA no monitoramento, um estudo de ressonância magnética funcional instruiu participantes a falar normalmente ou ao ouvir uma versão modificada de sua própria voz (primeiro formante atrasado) e relatou aumento de ativação na pSTG ao ouvir a voz distorcida. Um estudo intracortical que contrastou percepção e repetição de fala relatou que, além da ativação no lobículo parietal inferior e giro frontal inferior, a repetição de fala é caracterizada por ativação mais forte na pSTG do que durante a percepção.

#### Integração de fonemas com movimentos labiais
Embora a percepção de sons seja atribuída principalmente ao VSA, a VDA associa-se a vários aspectos da percepção da fala. Em uma meta-análise de estudos de ressonância magnética funcional em que a percepção auditiva de fonemas foi contrastada com sons semelhantes, concluiu-se que atenção a fonemas correlaciona-se com forte ativação na região pSTG-pSTS. Um estudo intracortical correlacionou a audição de sílabas com padrões de ativação na pSTG. Estudos atribuíram a integração de fonemas e seus movimentos labiais correspondentes (visemas) ao pSTS da VDA. Por exemplo, um estudo de ressonância magnética funcional correlacionou ativação no pSTS com o efeito McGurk. Outro estudo demonstrou que estimulação magnética nessa área perturba o efeito McGurk. A associação do pSTS com integração áudio-visual de fala também foi demonstrada em estudo que apresentou imagens de rostos e palavras faladas de qualidade variável, relatando que o pSTS seleciona o aumento combinado da clareza de rostos e palavras faladas. Outro estudo de ressonância magnética funcional detectou compartimentos seletivos à fala no pSTS. Em outro estudo que contrastou fala audiovisual congruente com incongruente, também houve ativação no pSTS. Para revisão adicional, veja.
Pesquisas empíricas demonstraram que movimentos labiais visuais melhoram o processamento da fala pela via dorsal auditiva em condições de ruído. Estudos recentes mostraram que regiões da via dorsal, incluindo áreas motoras frontais de fala e o giro supramarginal, apresentam representações neurais de sons da fala aprimoradas quando movimentos labiais visuais estão disponíveis.

#### Memória de longo prazo fonológica
Evidências indicam que os humanos possuem, além de um armazenamento de longo prazo para significados de palavras no MTG-TP do VSA (o léxico semântico), um armazenamento de longo prazo para nomes de objetos na região Spt-IPL da VDA (o léxico fonológico). Por exemplo, estudos com pacientes lesionados no VSA (MTG) ou na VDA (IPL) relataram que lesão no MTG leva a identificação incorreta de objetos (por ex., chamar “cabra” de “ovelha”, paraphasia semântica), enquanto lesão no IPL faz com que o objeto seja corretamente identificado, mas seu nome seja pronunciado incorretamente (por ex., dizer “gof” em vez de “goat”, paraphasia fonêmica). Erros semânticos também surgem durante estimulação elétrica intracortical do MTG, e erros fonêmicos ocorrem durante estimulação do pSTG, Spt e IPL. Apoio adicional veio de estudo de MEG que localizou atividade no IPL durante a aprendizagem e recordação de nomes de objetos. Um estudo de interferência magnética no IPL mostrou que participantes respondiam corretamente a características de objetos, mas eram prejudicados ao determinar se o nome continha duas ou três sílabas. Recuperação de anomia correlacionou-se com mudanças na ativação do IPL em estudo de MEG. Estudos comparativos mostraram que bilíngues possuem maior densidade cortical no IPL, mas não no MTG, em relação a monolíngues, consistente com a existência de um léxico fonológico maior em bilíngues. A densidade cortical no IPL de monolíngues também correlaciona-se com tamanho do vocabulário. A dissociação funcional do VSA e da VDA em tarefas de nomeação é apoiada por evidências de leitura mostrando que erros semânticos correlacionam-se com MTG comprometido e erros fonêmicos com IPL comprometido. A análise semântica de texto foi vinculada ao giro temporal inferior e MTG, e a análise fonológica de texto ao pSTG-Spt-IPL.

#### Memória de trabalho fonológica
Memória de trabalho é frequentemente definida como a ativação temporária das representações armazenadas em longo prazo usadas para a fala (representações fonológicas). Esse compartilhamento de recursos entre memória de trabalho e fala é evidenciado pelo achado de que falar durante a repetição reduz significativamente o número de itens lembráveis (supressão articulatória). O envolvimento do léxico fonológico na memória de trabalho também é evidenciado pela tendência de mais erros ao recordar listas de palavras fonologicamente similares em comparação a dissimilares (efeito de similaridade fonológica).
Estudos mostraram que erros de fala durante a leitura são semelhantes aos cometidos ao recordar palavras fonologicamente similares da memória de trabalho.
Pacientes com lesão no IPL exibem erros de produção de fala e memória de trabalho prejudicada.
A visão de que a memória de trabalho verbal resulta da ativação temporária de representações fonológicas na VDA é compatível com modelos que descrevem a memória de trabalho como a combinação da atenção ativa e da ativação temporária de representações na memória de longo prazo.
Argumenta-se que o papel da VDA no ensaio de listas de palavras explica sua ativação durante a compreensão de sentenças. Para revisão sobre o papel da VDA na memória de trabalho, veja.
Estudos mostraram que o desempenho em tarefas de memória de trabalho fonológica correlaciona-se com propriedades do ramo dorsal esquerdo do fascículo arqueado, que conecta regiões temporais posteriores de linguagem a áreas de atenção no giro frontal médio. O fascículo arqueado é uma via de substância branca com dois ramos: um ventral ligando a área de Wernicke à área de Broca e um dorsal ligando a região temporal posterior ao giro frontal médio; este último é crucial para processos de memória de trabalho fonológica.

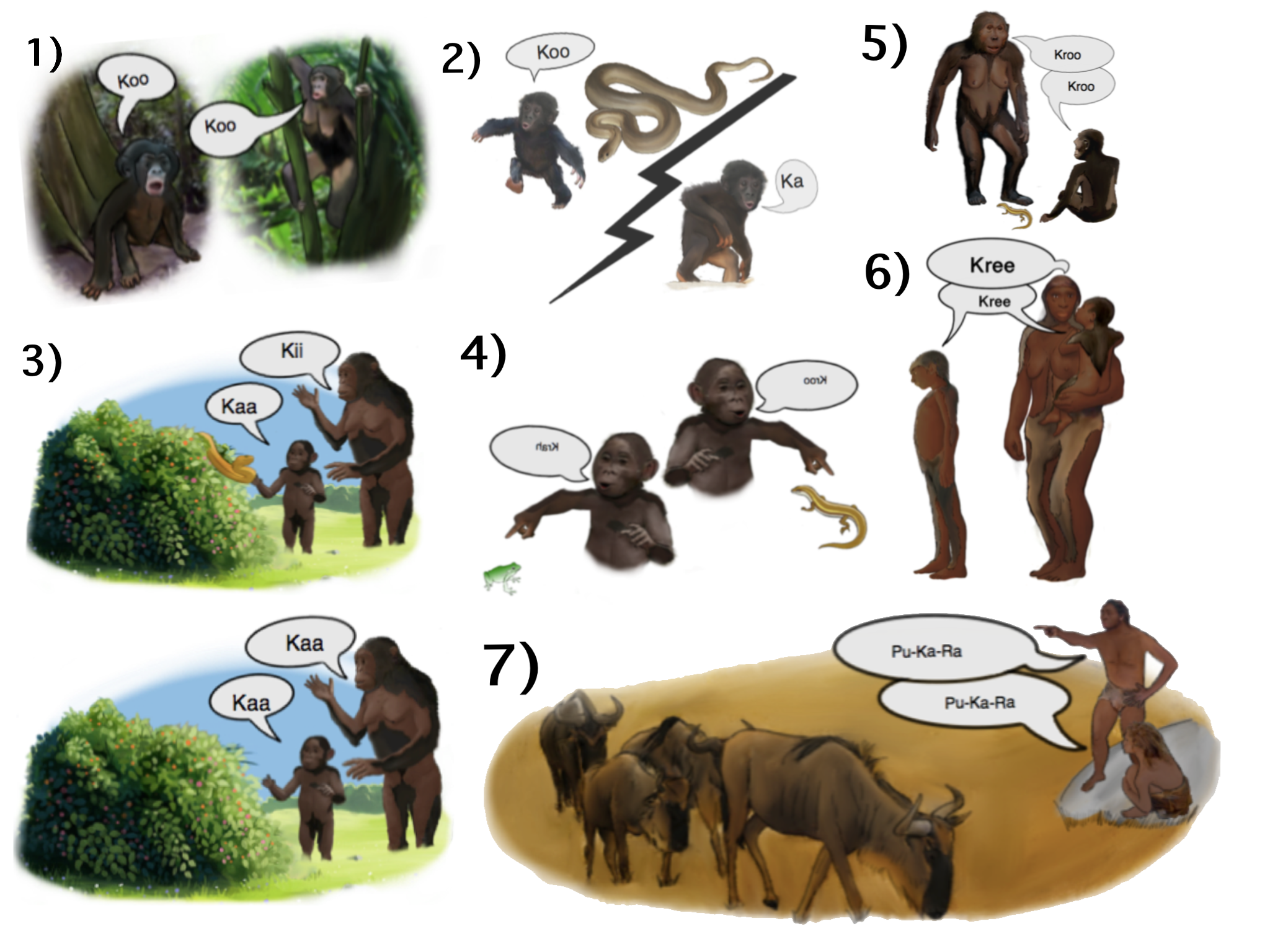
O modelo “de onde para o quê” de hipóteses da evolução da linguagem em 7 estágios.

## Teorias linguísticas
A pesquisa em processamento de linguagem fundamenta teorias de linguagem. A principal questão teórica é se estruturas linguísticas derivam de estruturas cerebrais ou vice-versa. Modelos externalistas, como o estruturalismo de Ferdinand de Saussure, defendem que a linguagem, como fenômeno social, é externa ao cérebro. O indivíduo recebe o sistema linguístico do ambiente, e a língua molda seu cérebro.
Essa ideia é contradita por modelos internalistas, incluindo a gramática gerativa transformacional de Noam Chomsky, a linguística cognitiva de George Lakoff e a hipótese de eficiência de John A. Hawkins. Segundo Chomsky, a linguagem é adquirida a partir de uma estrutura cerebral inata, independentemente do significado. Lakoff argumenta que a linguagem emerge dos sistemas sensoriais. Hawkins hipotetiza que padrões prevalentes entre línguas baseiam-se nas preferências naturais de processamento do cérebro.
Modelos inspirados pela memética de Richard Dawkins, como a gramática de construções e a linguística baseada no uso, propõem um modelo bidirecional em que o cérebro molda a linguagem e a linguagem molda o cérebro.
Evidências de estudos de neuroimagem apontam para a posição externalista. Estudos de potencial relacionado a evento (ERP) sugerem que o processamento de linguagem baseia-se na interação de sintaxe e semântica, sem apoio a estruturas gramaticais inatas. Estudos de ressonância magnética sugerem que características estruturais da primeira língua moldam o conectoma de processamento do cérebro.
Pesquisas de processamento não encontraram apoio à ideia inversa de que estruturas sintáticas refletem as preferências naturais de processamento do cérebro entre línguas.

## A evolução da linguagem
O fluxo dorsal auditivo também possui funções não relacionadas à linguagem, como localização de sons e orientação dos movimentos oculares.
Estudos recentes também indicam um papel do fluxo dorsal auditivo na localização de membros da família/tribo, pois um estudo que registrou atividade no córtex de um paciente epiléptico relatou que a região pSTG, mas não a aSTG, é seletiva à presença de novos falantes. Um estudo por fMRI com fetos no terceiro trimestre também demonstrou que a área Spt é mais seletiva à fala feminina do que a tons puros, e que uma subseção de Spt é seletiva à fala da própria mãe em contraste com vozes femininas desconhecidas.
Atualmente, desconhece-se por que tantas funções são atribuídas ao fluxo dorsal auditivo. Uma tentativa de unificar essas funções em um único arcabouço foi realizada no modelo 'De onde para o quê' da evolução da linguagem. De acordo com esse modelo, cada função do fluxo dorsal auditivo indica uma fase intermediária diferente na evolução da linguagem. Os papéis da localização de sons e da integração de localização sonora com vozes e objetos auditivos são interpretados como evidência de que a origem da fala se dá pela troca de chamadas de contato (chamadas usadas para reportar localização em casos de separação) entre mães e filhotes. O papel do fluxo dorsal auditivo na percepção e produção de entonações é interpretado como evidência de que a fala começou modificando as chamadas de contato com entonações, possivelmente para distinguir chamadas de alarme de chamadas seguras. O papel do fluxo dorsal auditivo na codificação dos nomes de objetos (memória de longo prazo fonológica) é interpretado como evidência da transição gradual de modificar chamadas com entonações para o controle vocal completo. O papel do fluxo dorsal auditivo na integração de movimentos labiais com fonemas e na repetição de fala é interpretado como evidência de que as palavras faladas foram aprendidas por bebês imitando as vocalizações dos pais, inicialmente imitando os movimentos dos lábios. O papel do fluxo dorsal auditivo na memória de trabalho fonológica é interpretado como evidência de que as palavras aprendidas por imitação permaneciam ativas no fluxo dorsal auditivo mesmo quando não eram pronunciadas. Isso resultou em indivíduos capazes de ensaiar uma lista de vocalizações, o que possibilitou a produção de palavras com várias sílabas. Desenvolvimentos posteriores no fluxo dorsal auditivo permitiram o ensaio de listas de palavras, fornecendo a infraestrutura para a comunicação em sentenças.

## Linguagem de sinais no cérebro
Pesquisas neurocientíficas forneceram uma compreensão científica de como a linguagem de sinais é processada no cérebro. Por meio de análises de lesões e neuroimagem, neurocientistas descobriram que, seja linguagem falada ou de sinais, os cérebros humanos processam a linguagem de modo semelhante em termos das áreas envolvidas no processamento. Análises de lesões são usadas para examinar as consequências de danos em regiões cerebrais específicas envolvidas na linguagem, enquanto a neuroimagem explora as regiões ativadas no processamento da linguagem.
Hipóteses anteriores sugeriam que danos à área de Broca ou à área de Wernicke não afetavam a percepção da língua de sinais; no entanto, esse não é o caso. Estudos mostraram que danos a essas áreas resultam em erros e/ou repetições na línguagem de sinais, de forma similar ao que ocorre na linguagem falada. Em ambos os tipos de linguagem, os danos ocorrem predominantemente no hemisfério esquerdo do cérebro, em vez do direito, área geralmente associada às artes.
Observam-se padrões claros na utilização e processamento da linguagem. Na língua de sinais, a área de Broca é ativada, enquanto o processamento emprega a área de Wernicke de maneira semelhante ao da fala.
Existem outras hipóteses sobre a lateralização dos dois hemisférios. Especificamente, pensava-se que o hemisfério direito contribuía para a comunicação global de uma linguagem, enquanto o hemisfério esquerdo seria dominante na geração local da linguagem. Por meio de pesquisas em afasias, observou-se que pacientes com lesão no hemisfério direito (RHD) apresentavam dificuldade em manter a parte espacial dos sinais, confundindo sinais semelhantes em locais diferentes, o que é necessário para uma comunicação adequada. Já pacientes com lesão no hemisfério esquerdo (LHD) apresentaram resultados semelhantes aos de pacientes ouvintes com afasia. Além disso, outros estudos enfatizam que a linguagem de sinais é processada bilateralmente, mas são necessárias mais pesquisas para confirmar essa hipótese.

## Escrita no cérebro
Existe um corpo de pesquisa relativamente pequeno sobre a neurologia da leitura e da escrita. A maioria dos estudos realizados trata mais da leitura do que da escrita ou da ortografia, e a maioria focaliza exclusivamente a língua inglesa. A ortografia do inglês é menos transparente do que a de outras línguas que usam o alfabeto latino. Outra dificuldade é que alguns estudos focam na ortografia de palavras em inglês e omitem os poucos caracteres logográficos presentes no sistema de escrita.
Em termos de ortografia, as palavras em inglês podem ser divididas em três categorias – regulares, irregulares e “palavras nonce” ou “não-palavras”. Palavras regulares são aquelas em que há uma correspondência regular de um para um entre grafema e fonema na escrita. Palavras irregulares são aquelas em que tal correspondência não existe. Não-palavras são aquelas que exibem a ortografia esperada de palavras regulares, mas não têm significado, como palavras nonce e onomatopeias.
Uma questão no estudo cognitivo e neurológico da leitura e da escrita em inglês é se um modelo de via única ou um modelo de vias duplas descreve melhor como falantes alfabetizados são capazes de ler e escrever todas as três categorias de palavras em inglês de acordo com padrões ortográficos aceitos. Modelos de via única postulam que a memória lexical armazena todas as grafias das palavras para recuperação em um único processo. Modelos de vias duplas postulam que a memória lexical é empregada para processar palavras irregulares e regulares de alta frequência, enquanto palavras regulares de baixa frequência e não-palavras são processadas usando um conjunto sublexical de regras fonológicas.
O modelo de via única para a leitura recebeu apoio em estudos de modelagem computacional, que sugerem que os leitores identificam palavras por suas semelhanças ortográficas com palavras fonologicamente semelhantes. No entanto, estudos cognitivos e de lesão tendem a favorecer o modelo de vias duplas. Estudos cognitivos de ortografia em crianças e adultos sugerem que os ortógrafos empregam regras fonológicas na escrita de palavras regulares e não-palavras, enquanto a memória lexical é acessada para escrever palavras irregulares e palavras de alta frequência de todos os tipos. De modo semelhante, estudos de lesão indicam que a memória lexical é usada para armazenar palavras irregulares e certas palavras regulares, enquanto regras fonológicas são usadas para soletrar não-palavras.
Mais recentemente, estudos de neuroimagem utilizando tomografia por emissão de pósitrons e fMRI sugeriram um modelo equilibrado em que a leitura de todos os tipos de palavras começa na área de forma visual de palavras, mas subsequentemente se divide em rotas diferentes dependendo de o acesso à memória lexical ou a informação semântica ser necessário (o que seria esperado em palavras irregulares sob um modelo de vias duplas). Um estudo de fMRI de 2007 descobriu que sujeitos solicitados a produzir palavras regulares em uma tarefa de ortografia exibiram maior ativação no STG, área usada para processamento fonológico, enquanto a escrita de palavras irregulares gerou maior ativação em áreas usadas para memória lexical e processamento semântico, como o IFG e o SMG e em ambos os hemisférios do MTG. A escrita de não-palavras acessou membros de ambas as vias, como o STG e o MTG bilateral e o ITG. De forma significativa, constatou-se que a escrita também induz ativação em áreas como o gírus fusiforme e o SMG que são importantes na leitura, sugerindo que um caminho similar é usado para leitura e escrita.